# Javier Chacón
Pour les articles homonymes, voir Chacón.
Chacón  Quesada est un nom espagnol. Le premier nom de famille, en général paternel, est Chacón ; le second, en général maternel, souvent omis, est Quesada.
Javier Chacón Quesada (né le 29 juillet 1985 à Vélez-Rubio) est un coureur cycliste espagnol, devenu ensuite directeur sportif. 

## Palmarès
- 2006
  -  Champion d'Espagne du contre-la-montre espoirs
  - Tour de Ségovie :
    - Classement général
    - 1re étape

  - 2e étape du Tour de Palencia (contre-la-montre par équipes)
- 2008
  - Gran Premio Diputación de Pontevedra
  - 3e du championnat d'Espagne du contre-la-montre amateurs
- 2009
  - Trophée Guerrita
  - 3e du Tour de Castellón
  - 3e du championnat d'Espagne sur route amateurs
- 2010
  - 10e étape du Tour du Venezuela
- 2011
  - 4e étape du Tour d'Estrémadure
- 2012
  - 5e étape du Tour d'Azerbaïdjan
- 2021
  - Champion d'Andalousie sur route
- 2024
  - 3e du Tour de Ségovie

## Classements mondiaux
| Année            | 2006 | 2007 | 2008   | 2009 | 2010 | 2011 | 2012 |
| ---------------- | ---- | ---- | ------ | ---- | ---- | ---- | ---- |
| UCI America Tour |      |      |        |      | 248e |      |      |
| UCI Asia Tour    |      |      |        |      |      |      | 135e |
| UCI Europe Tour  | 968e |      | 1 139e |      | 812e |      |      |

## Résultats sur les grands tours

### Tour d'Espagne
1 participation 
- 2012 : 161e